# Rothschildia hesperus
Rothschildia hesperus is een vlinder uit de onderfamilie Saturniinae en de familie nachtpauwogen (Saturniidae).
De wetenschappelijke naam van de soort is, als Phalaena hesperus, voor het eerst geldig gepubliceerd door Carl Linnaeus in 1758 in de tiende editie van Systema naturae.

## Synoniemen
- Rothschildia hesperus betis Walker, 1855, gesynonymiseerd door Brechlin & Meister, 2012: 25
  - = Rothschildia betis (Walker, 1855)
- Rothschildia maurus lutea Jordan, 1911, gesynonymiseerd door Brechlin & Meister, 2012: 25